# Castelul Bethlen din Dragu

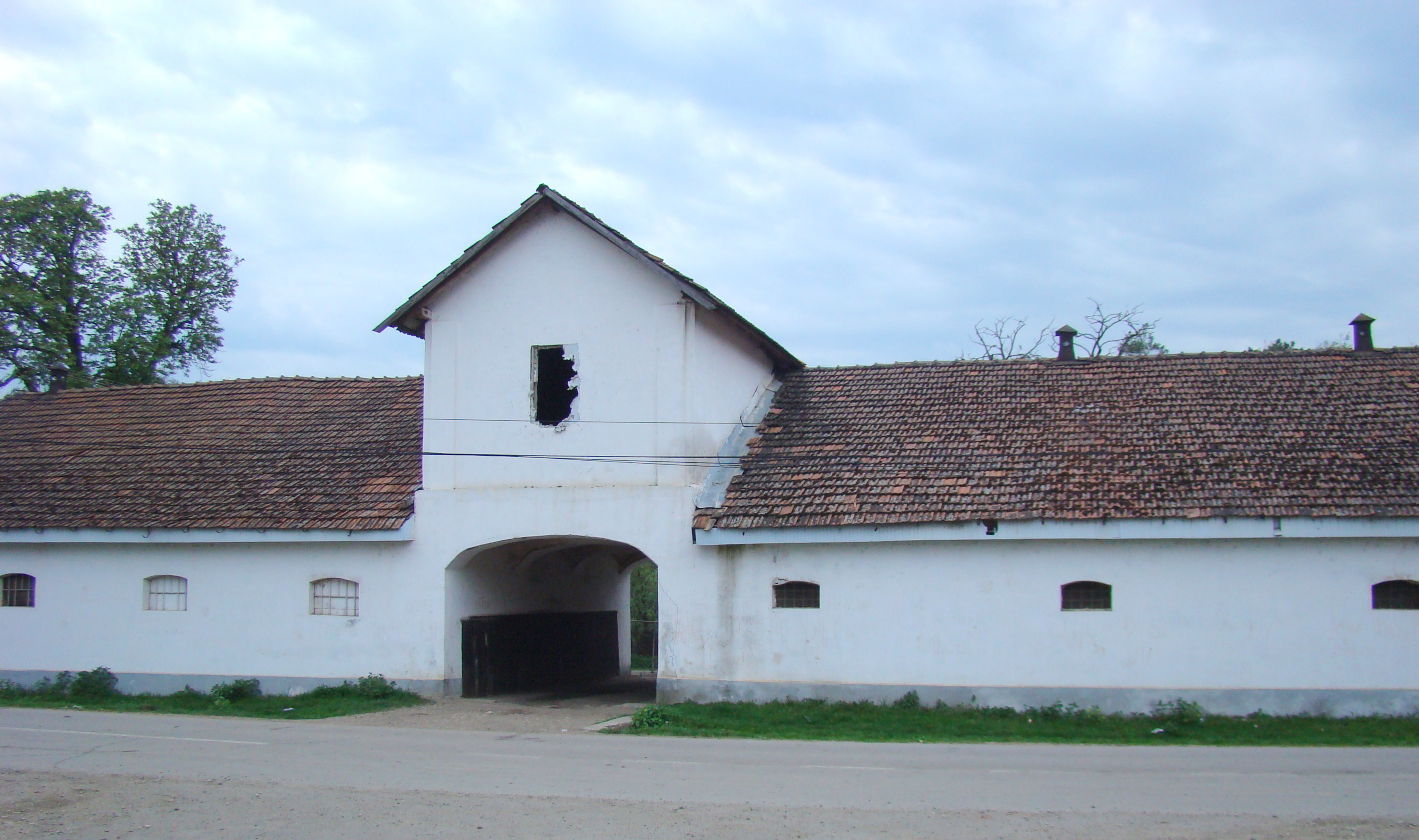
Latura estică a clădirii anexe, desfășurată de-a lungul drumului principal de traversare a satului, cu gangul care acomodează accesul principal

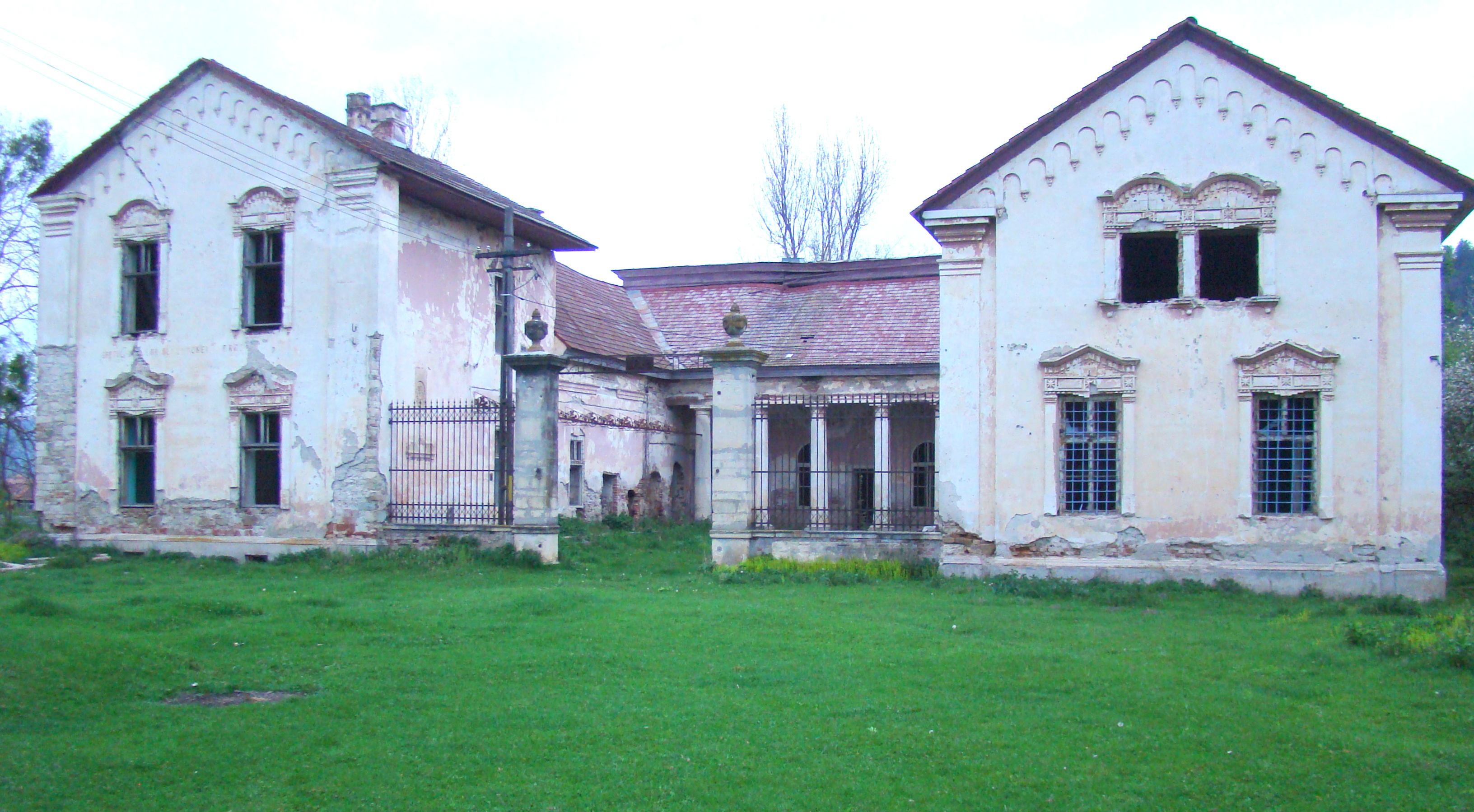
Castelul Bethlen din Dragu, foto: mai 2015

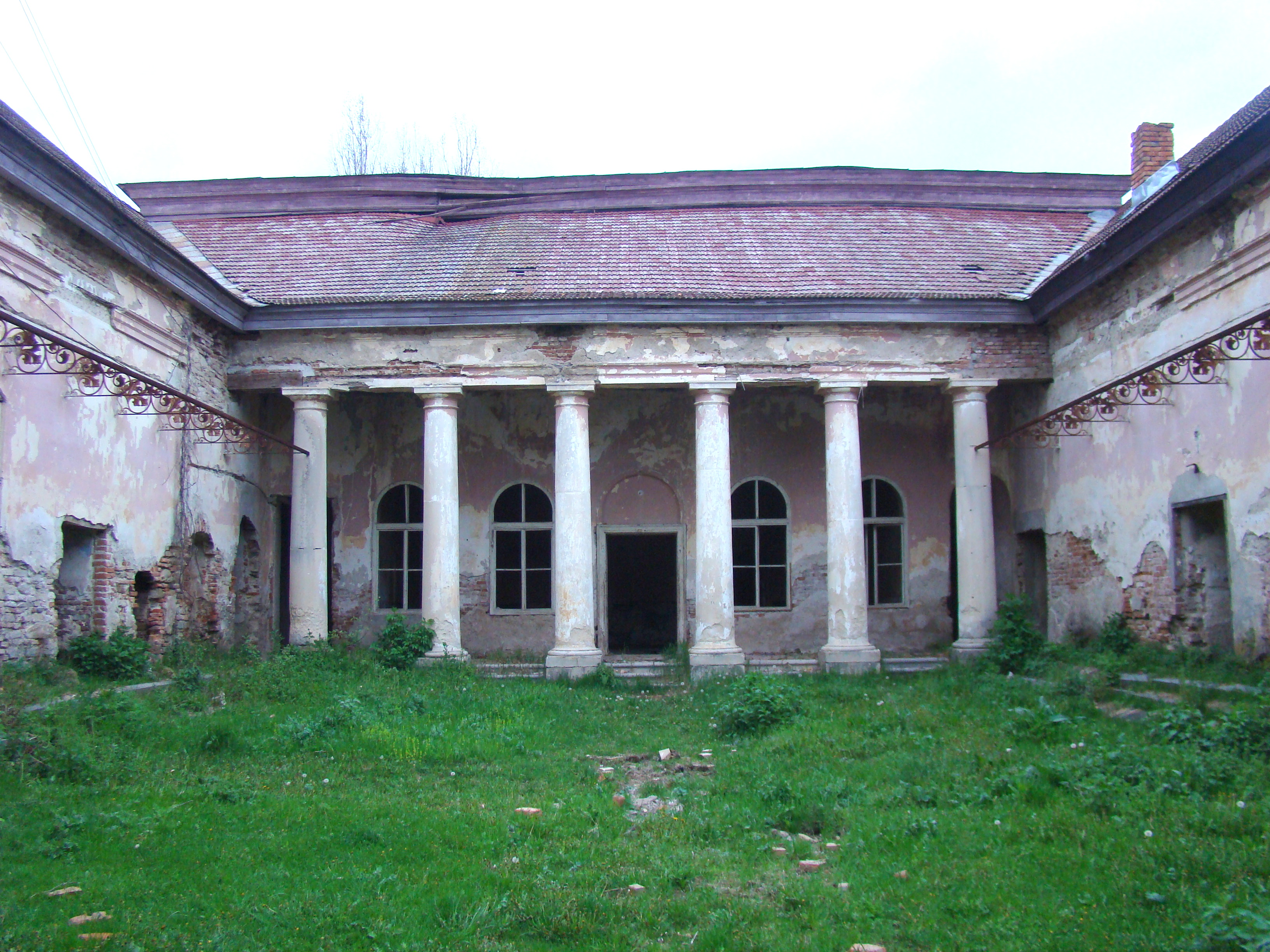
Fațada sudică a curții interioare, cu porticul și terasa înălțată de la teren

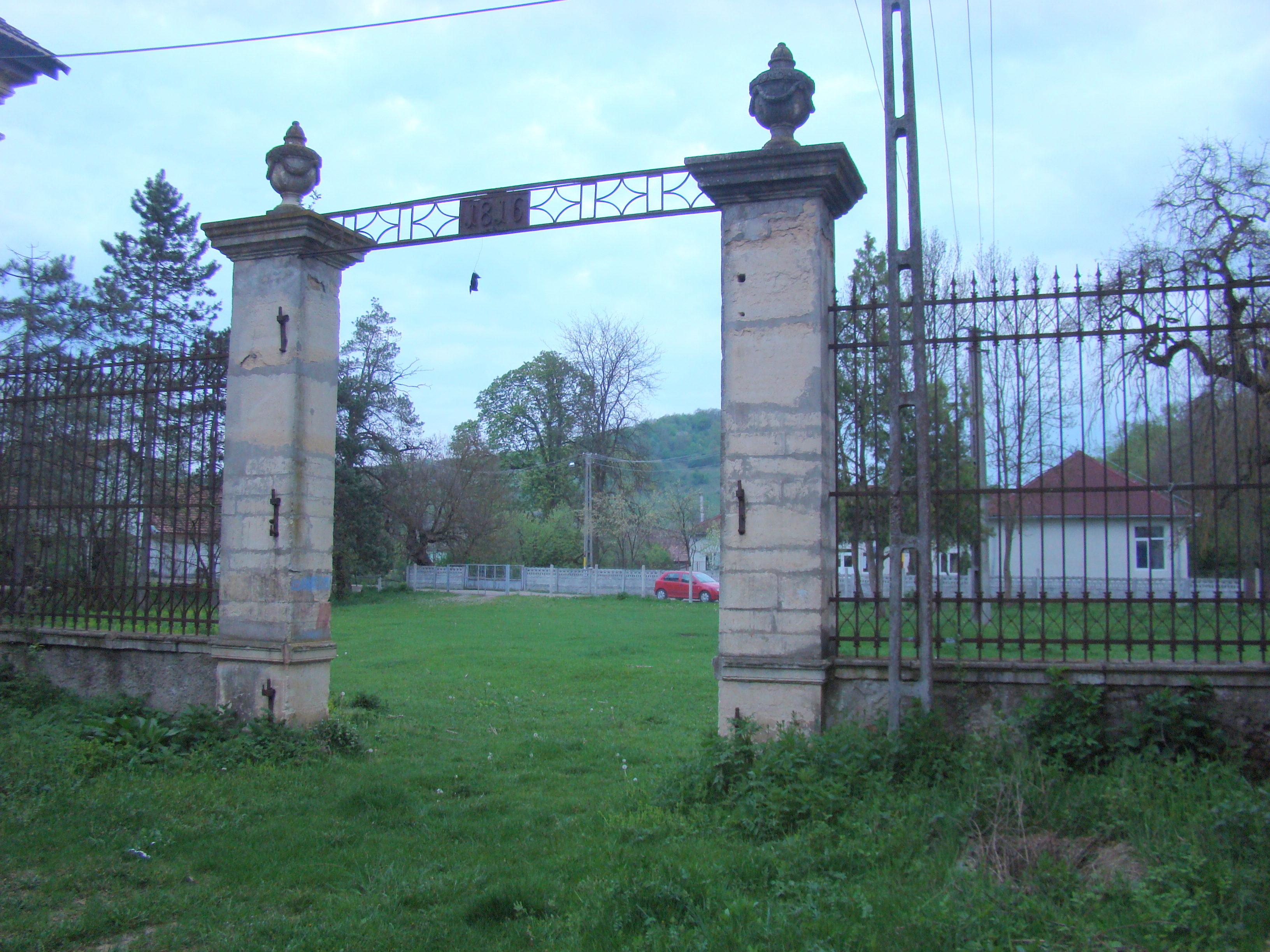
Frontispiciul porții de intrare în curtea interioară, având inscripționat în zona sa centrală anul 1816

Castelul Bethlen din Dragu este un ansamblu de monumente istorice aflat pe teritoriul satului Dragu, comuna Dragu.
Ansamblul este format din următoarele monumente:
- Castel (cod LMI SJ-II-m-A-05052.01)
- Anexe (cod LMI SJ-II-m-A-05052.02)
- Parc (cod LMI SJ-II-s-A-05052.03)

## Istoric
Ansamblul castelului Bethlen se află în zona centrală a satului pe un amplasament de formă neregulată, determinată în mare parte de meandrele râului Dragu. Înainte, aici se înălța un alt castel zidit de Kamuthy Blasius de Szent Laszlo și atribuit, în 1723, de către împăratul Carol al VI-lea, familiei Wesselényi. Fortăreața reprezentată în Harta Iosefină era o construcție patrulateră, cu turnuri de colț, organizată în jurul unei curți interioare. Aripa de vest conține edificiul care datează din anul 1620 și care reprezintă baza prezentului castel.
La începutul secolului XIX, proprietarul de atunci, contele Wesselényi István a modificat vechiul edificiu, construit în stil renascentist, într-un castel neoclasic. Castelul a devenit ulterior proprietatea familiei conților Bethlen, ca dotă, prin căsătoria Saroltei Wesselényi cu contele Bethlen Edmund, șambelan imperial al împăratului Imperiului Austro-Ungar Franz Iosef.
După naționalizare a fost sediu CAP, multe încăperi au devenit locuințe, dar nu au fost făcute lucrări de renovare. O perioadă în aripa dreaptă a clădirii a funcționat căminul cultural. În prezent clădirea, din care s-a furat tot ce s-a putut fura, este într-o stare foarte avansată de degradare. Primăria comunei Dragu ar intenționa refacerea castelului cu fonduri norvegiene.

## Trăsături
Clădirea actuală a fost construită între anii 1810-1816, are un plan în formă de U, dezvoltându-se pe subsol, parter și, parțial, etaj (capetele aripilor laterale). 
Cele trei aripi ale castelului înconjoară o curte, delimitată pe cea de-a patra latură cu o împrejmuire transparentă, cu panouri din fier forjat fixate deasupra unor parapete scunde din zidărie.
Fiecare dintre cele trei fațade ale curții interioare dispune de mai multe intrări. Pe întreaga lungime a fațadei sudice se desfășoară un
portic, precedând intrările propriu-zise în clădire, dintre care cea principală este dispusă în axul compozițional, iar celelalte două marchează cele două capete ale fațadei.
Parcul în stil englezesc, aflat astăzi într-o stare deplorabilă, amintește de cea de-a doua jumătate a secolului XIX. Din această grădină s-a mai păstrat doar un singur șir de arbori de castan.

## Vezi și
- Dragu, Sălaj

## Imagini

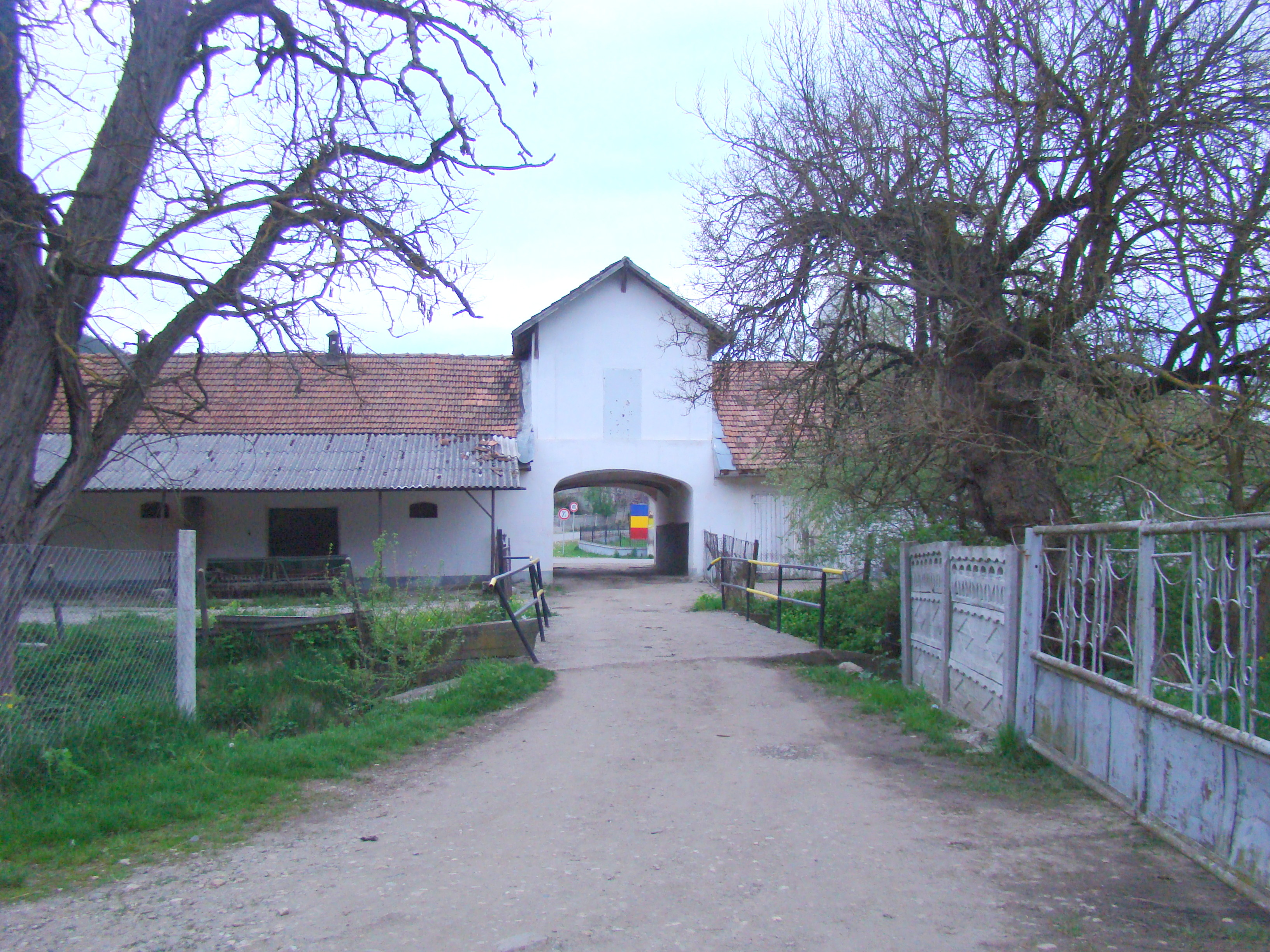
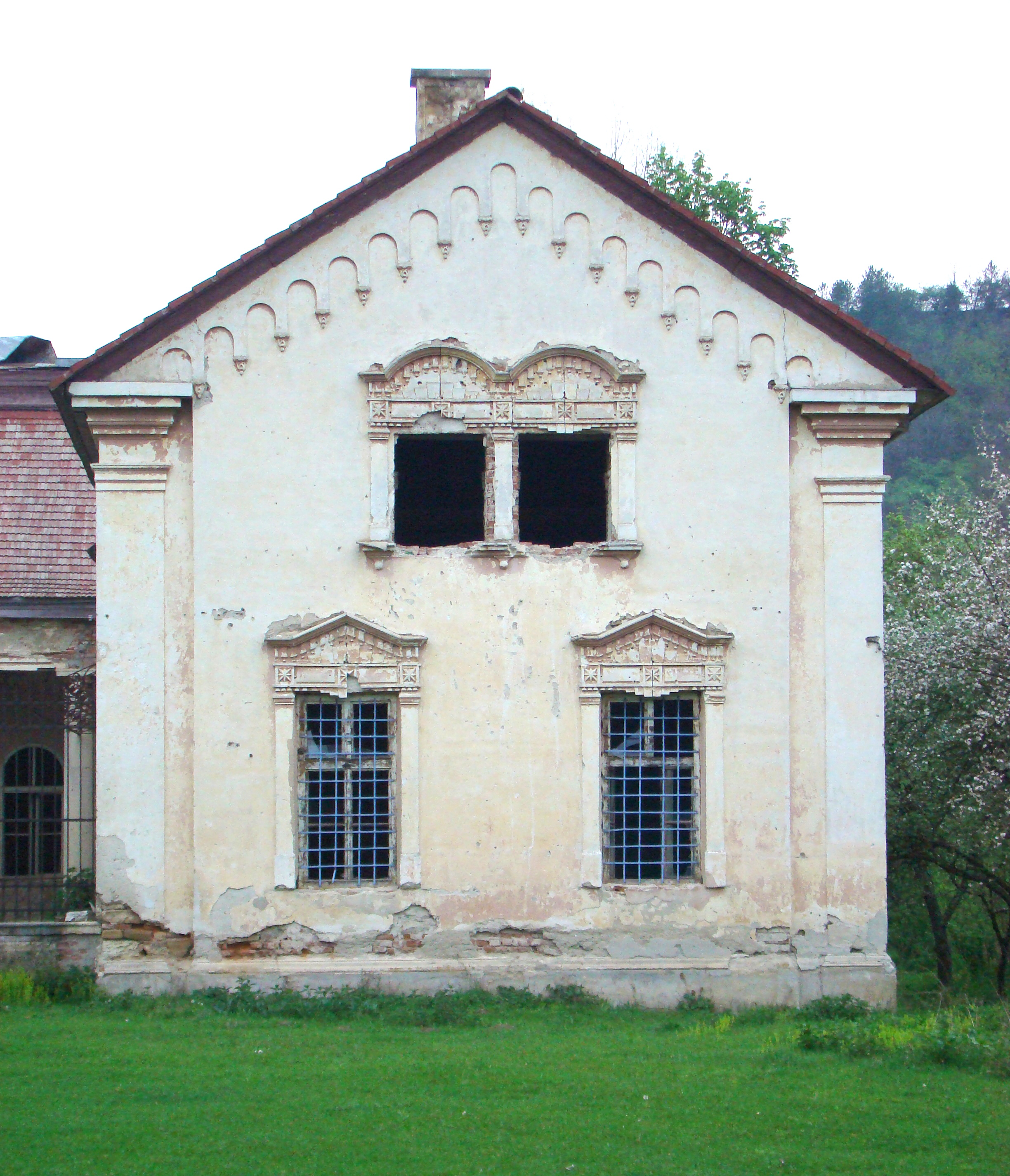
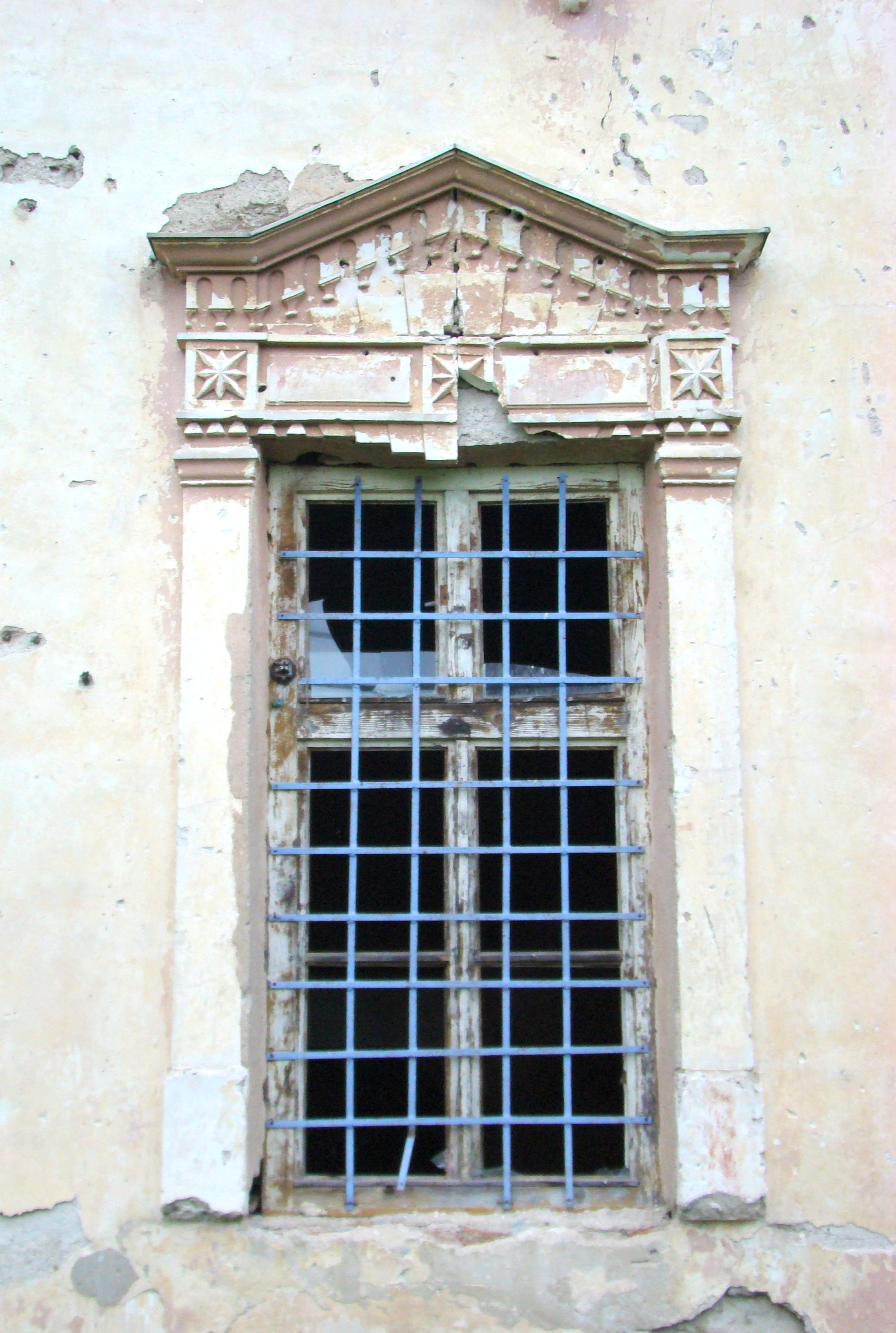
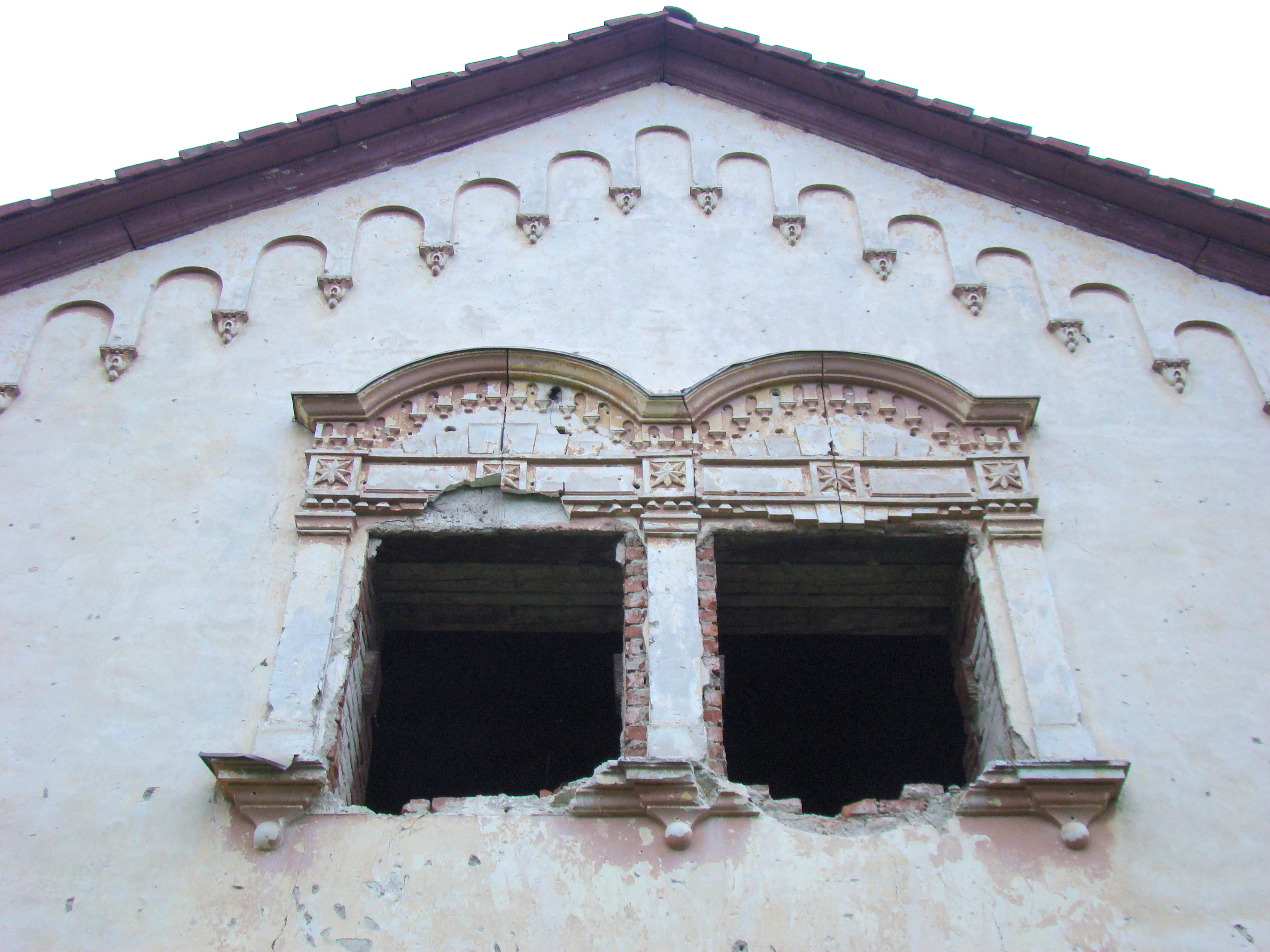
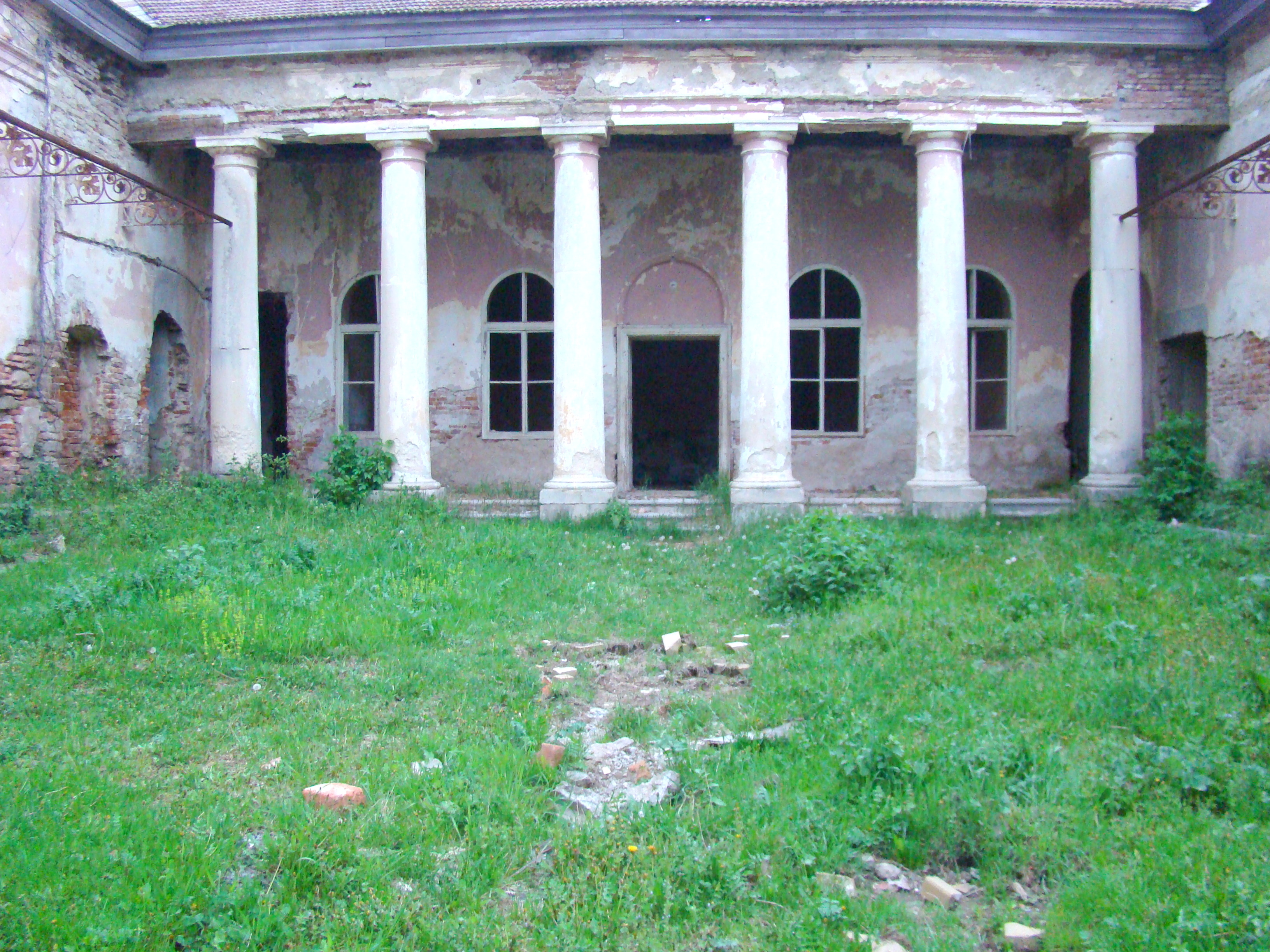
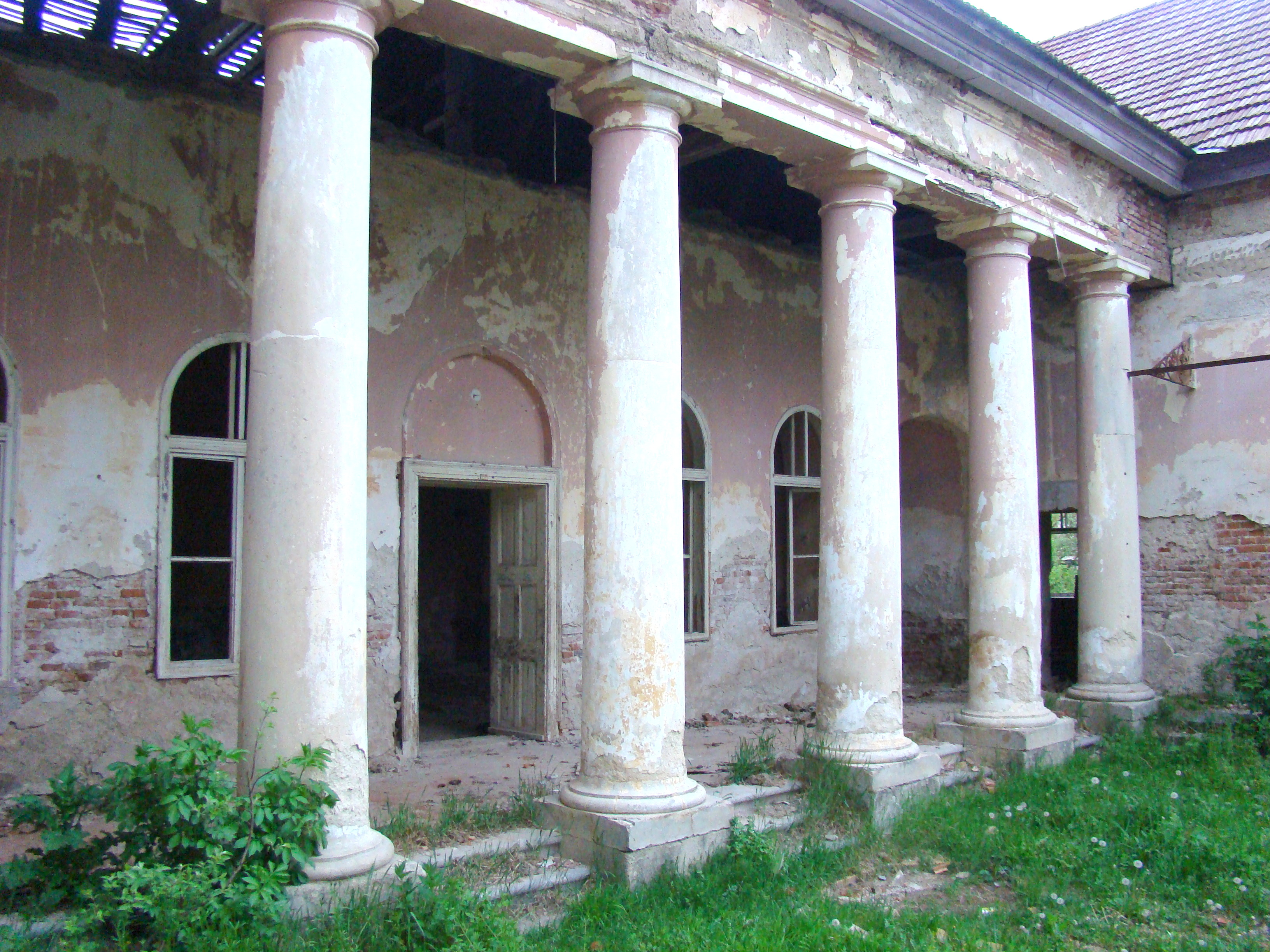
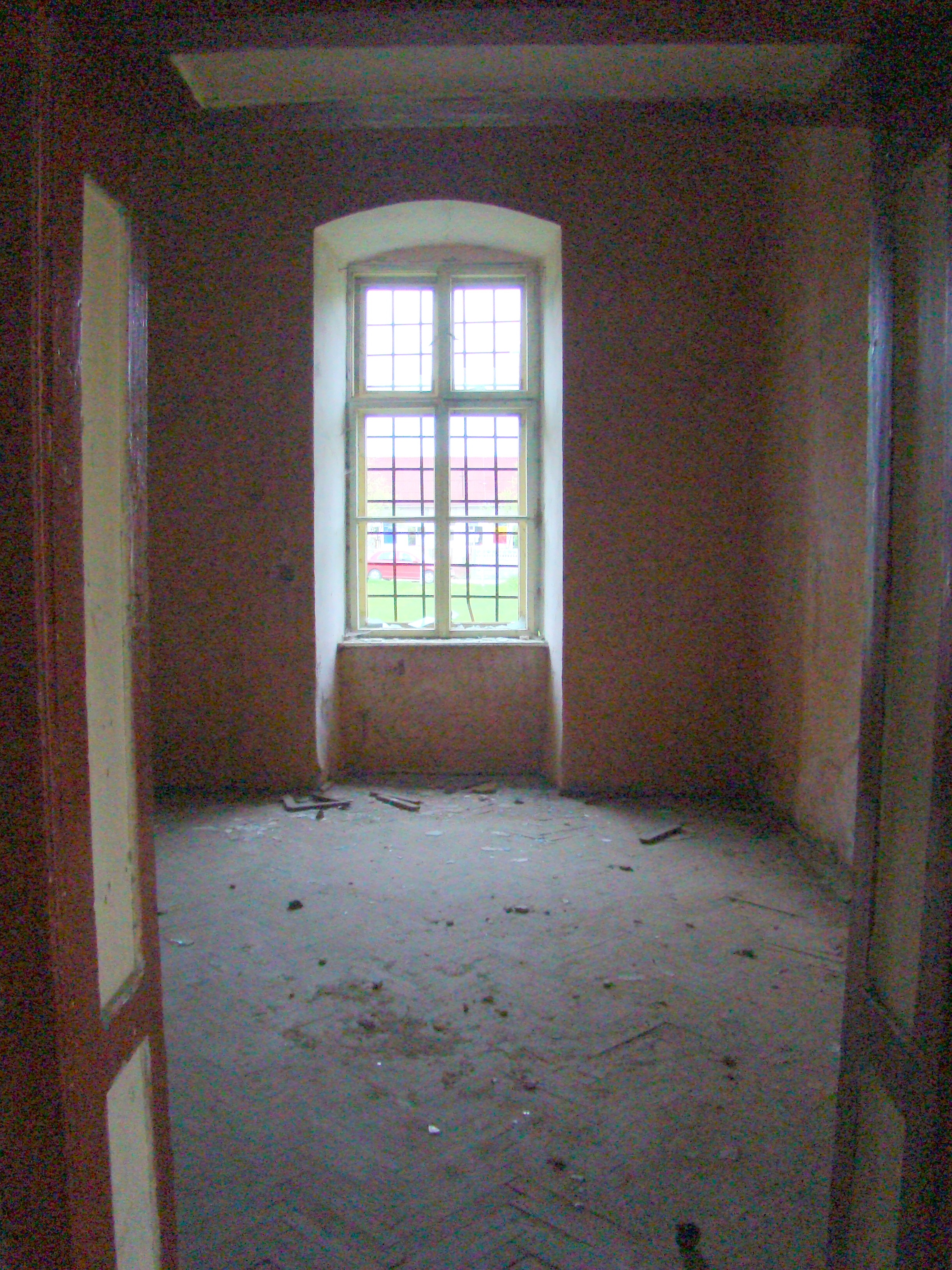
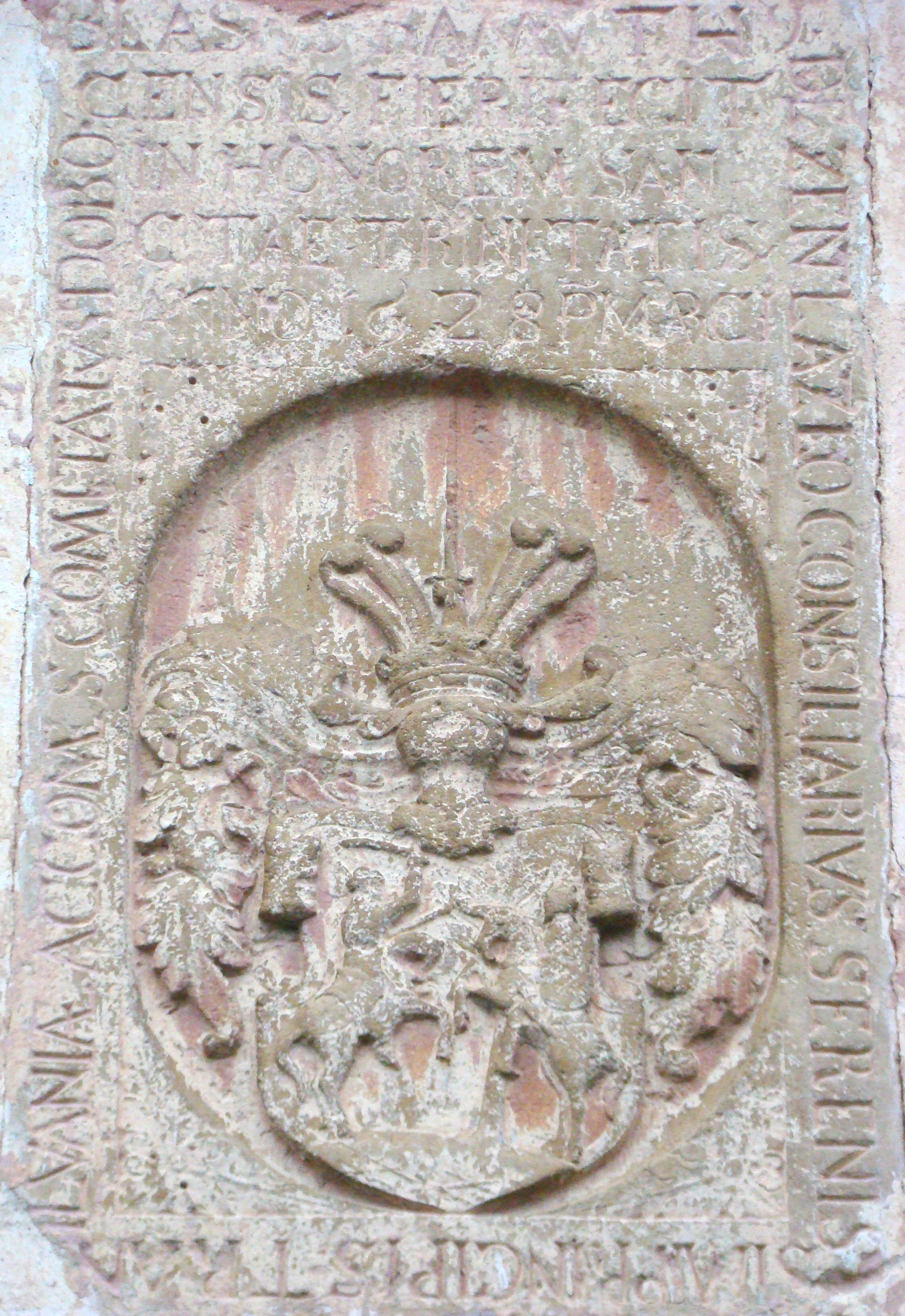
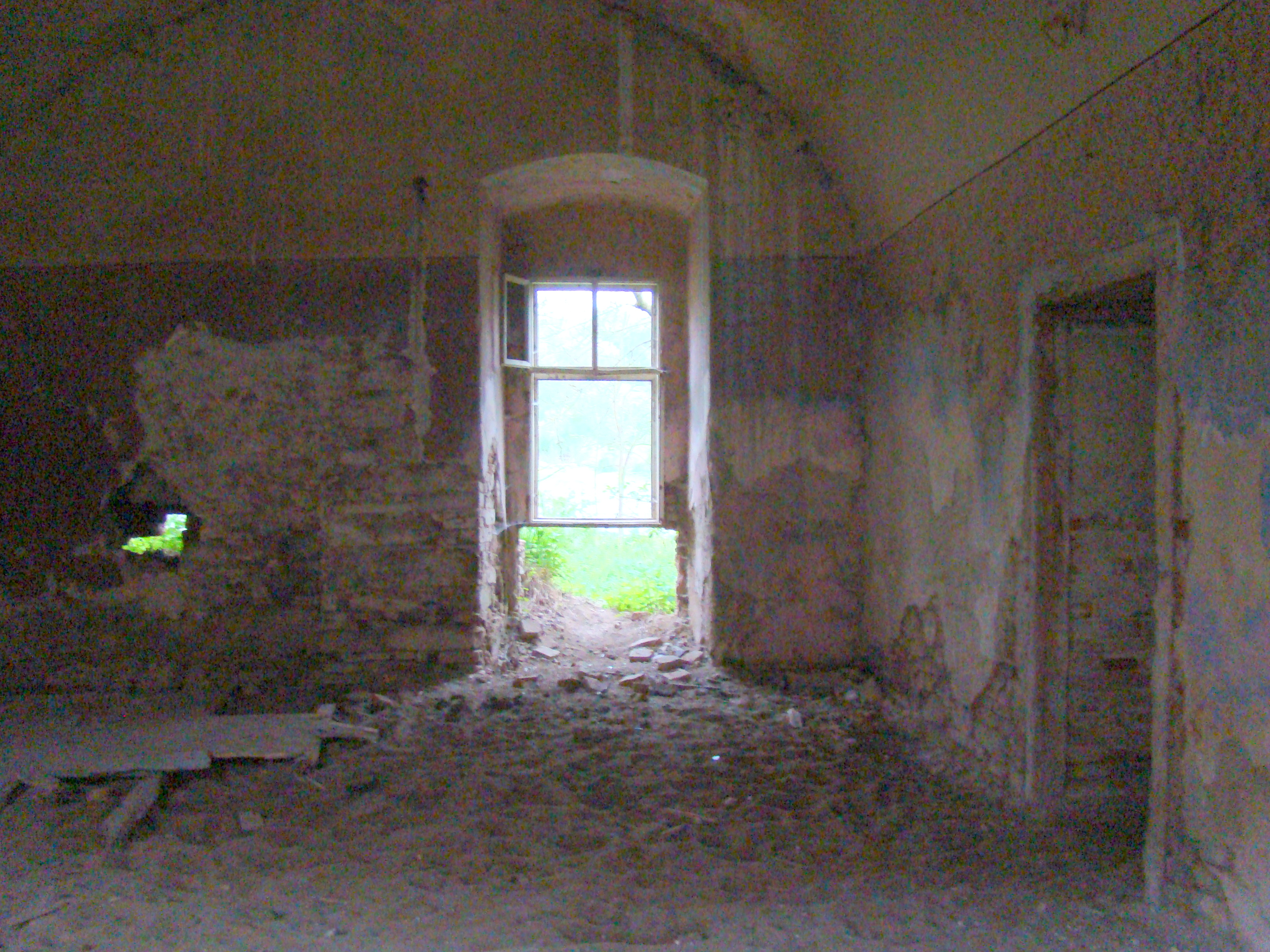
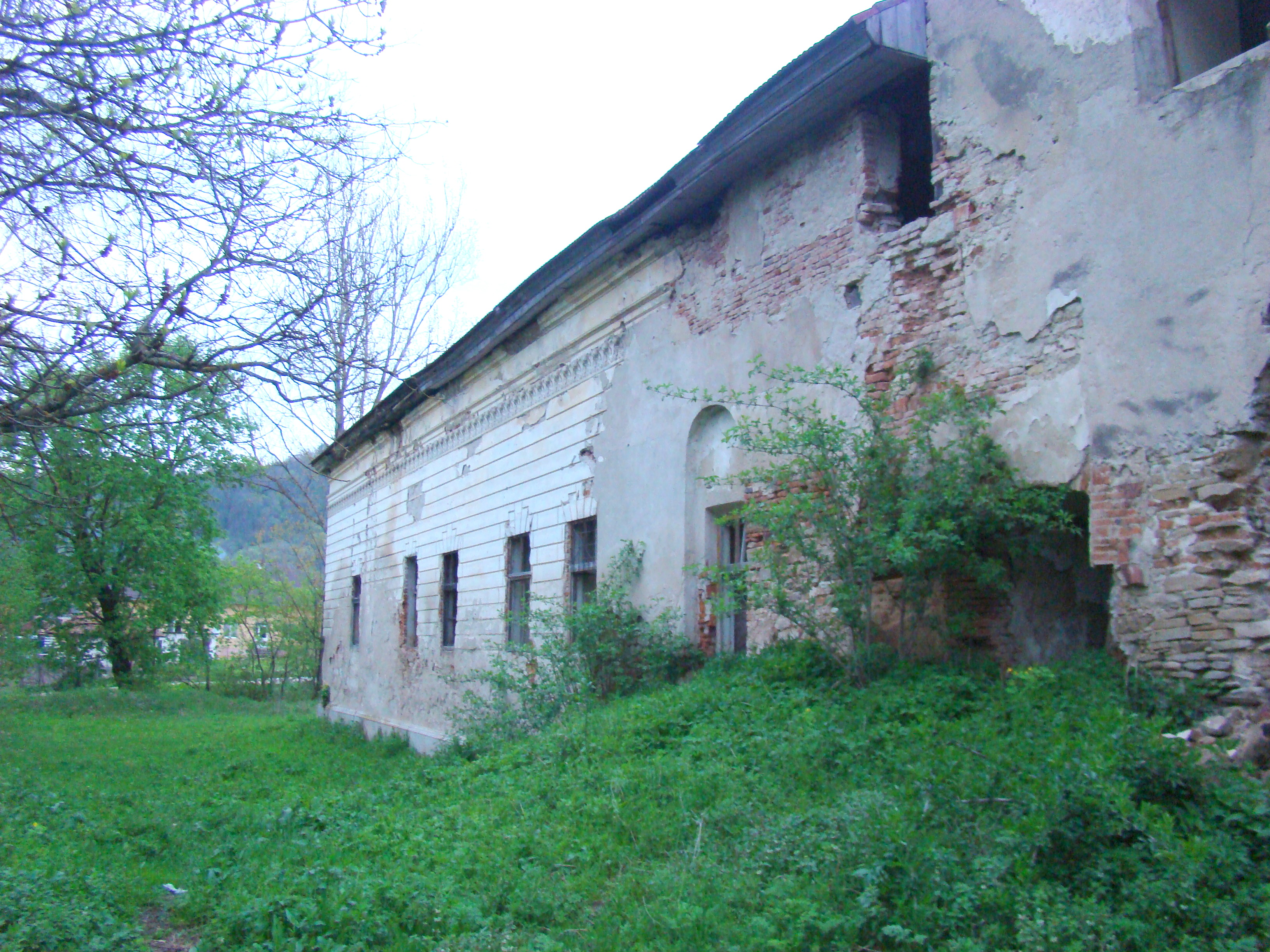
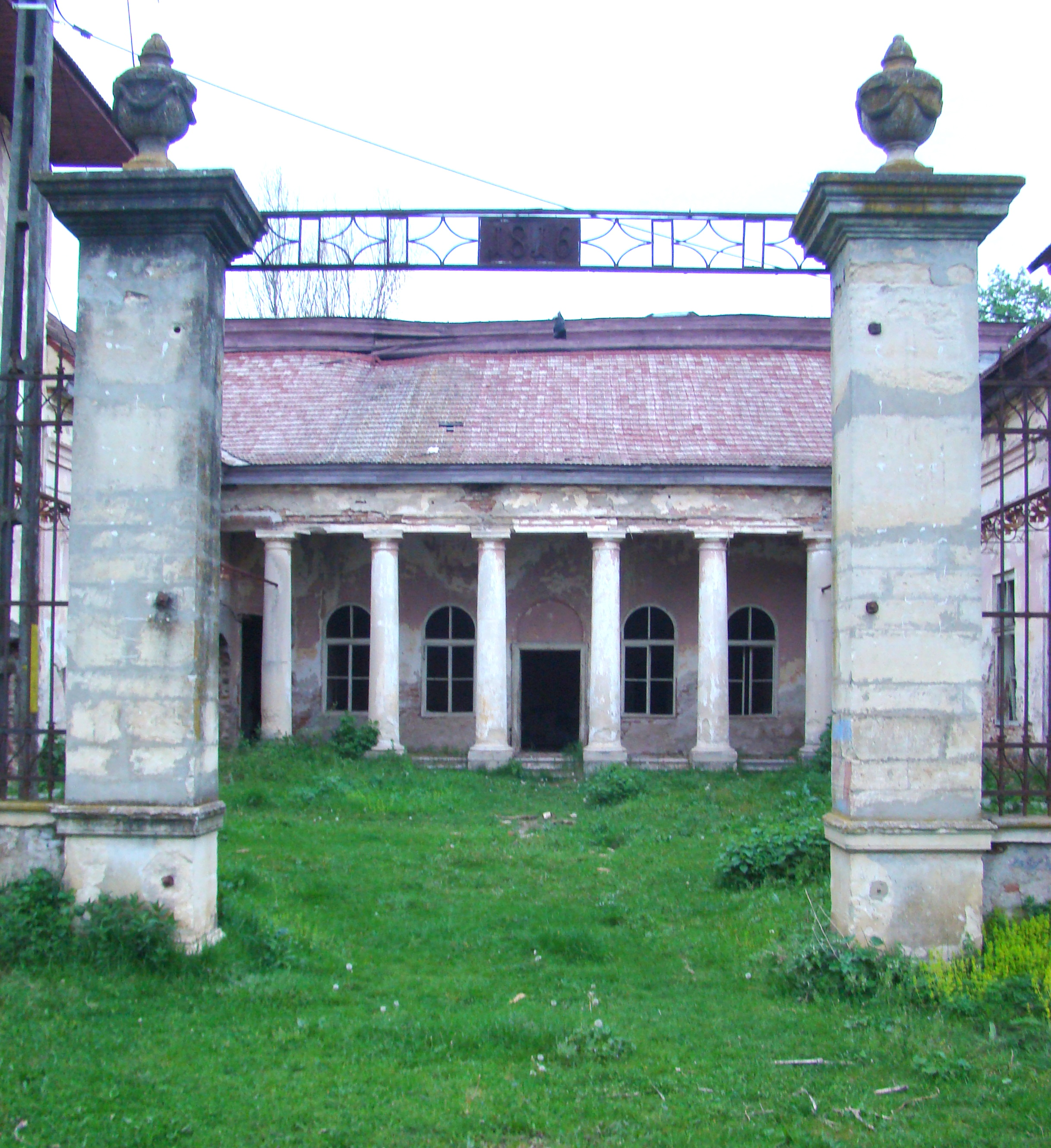
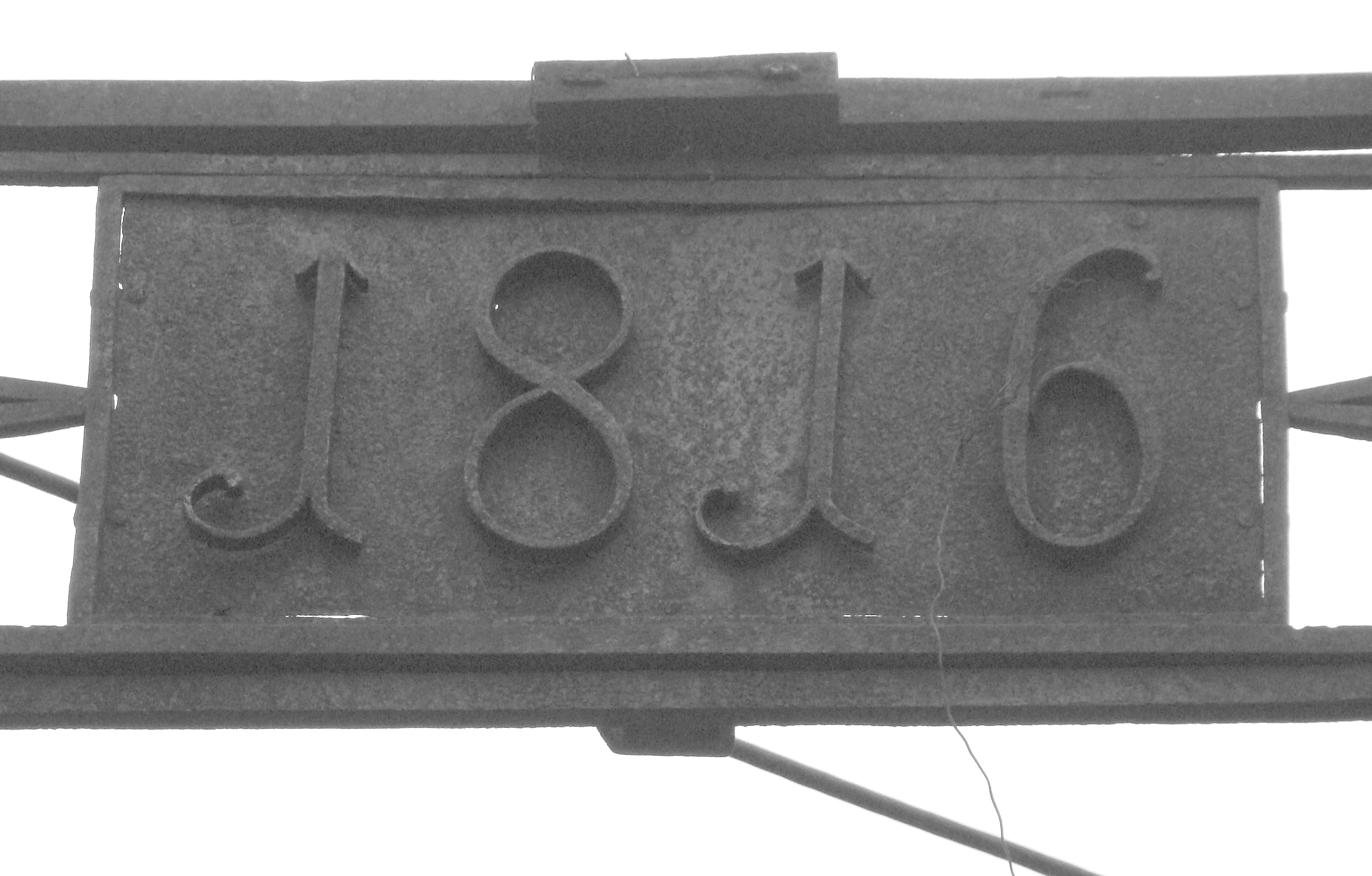
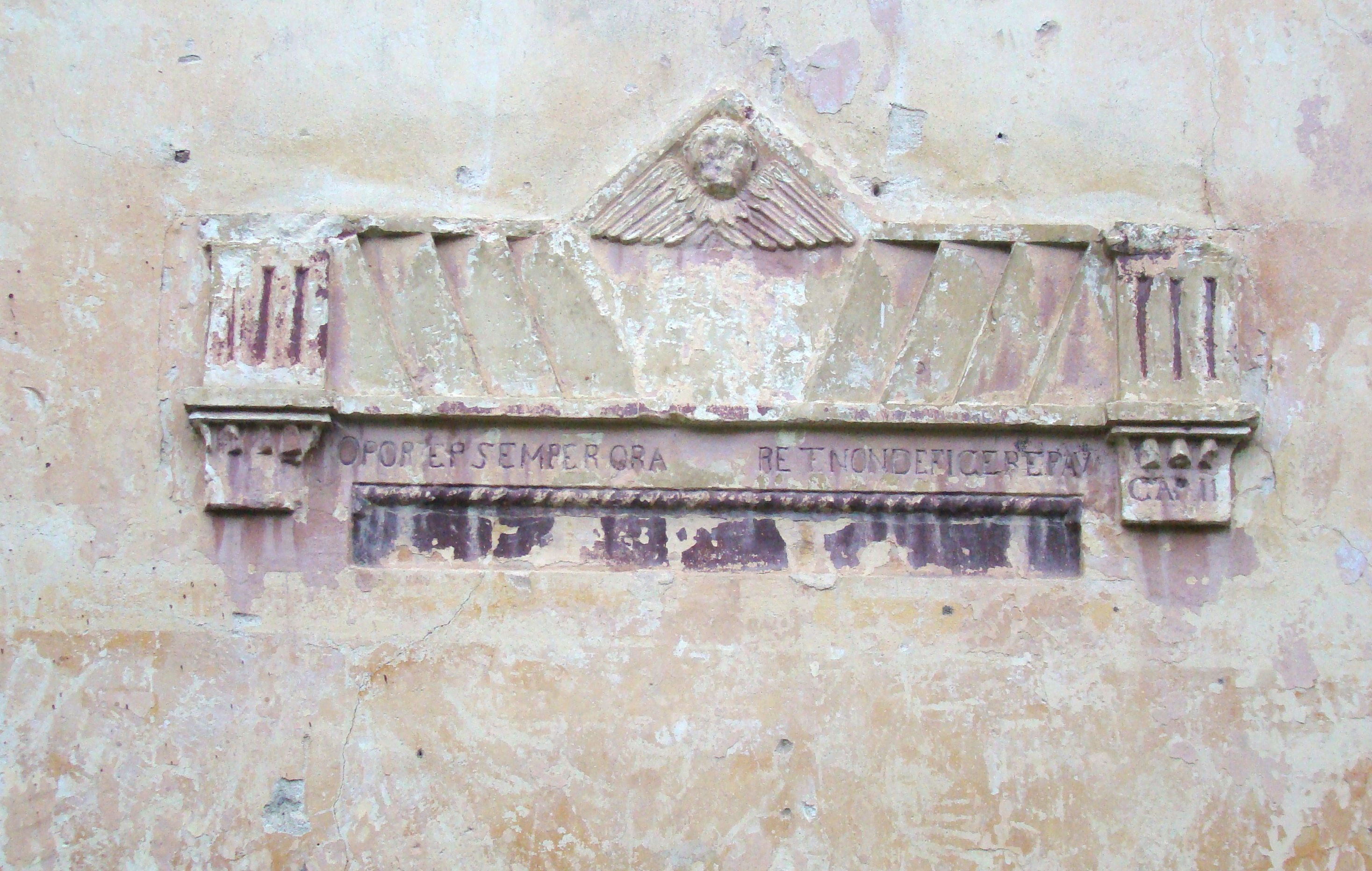
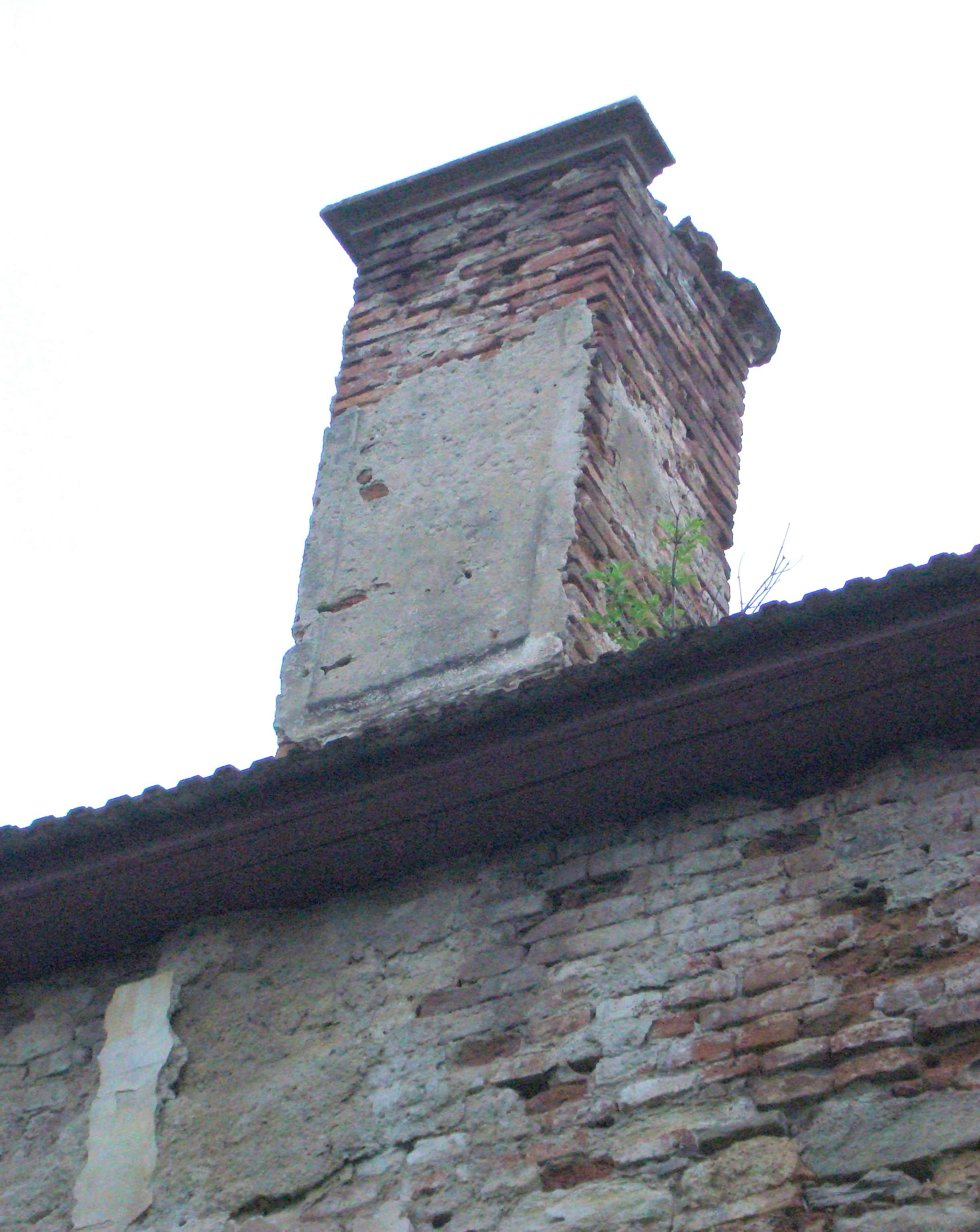
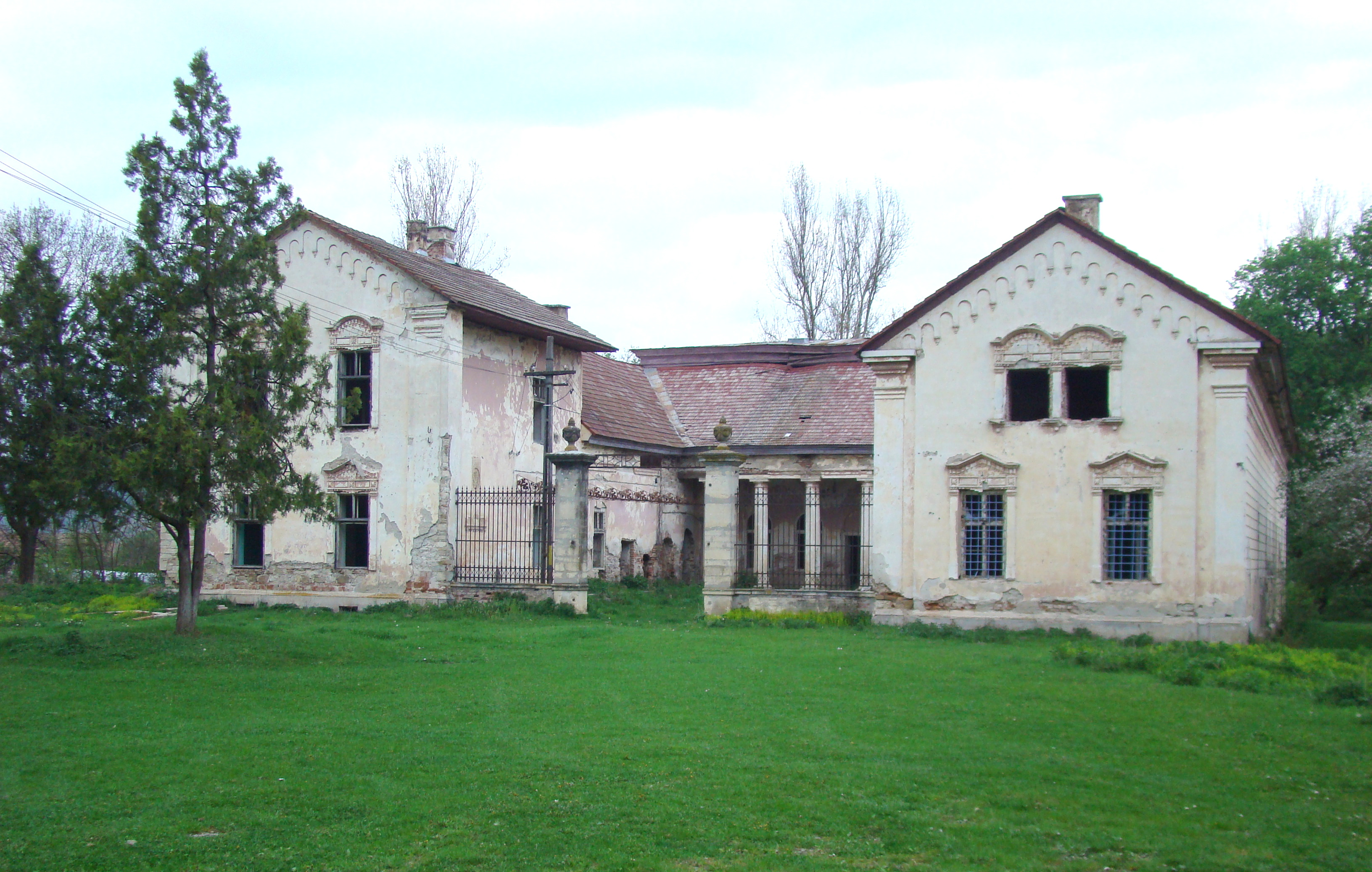
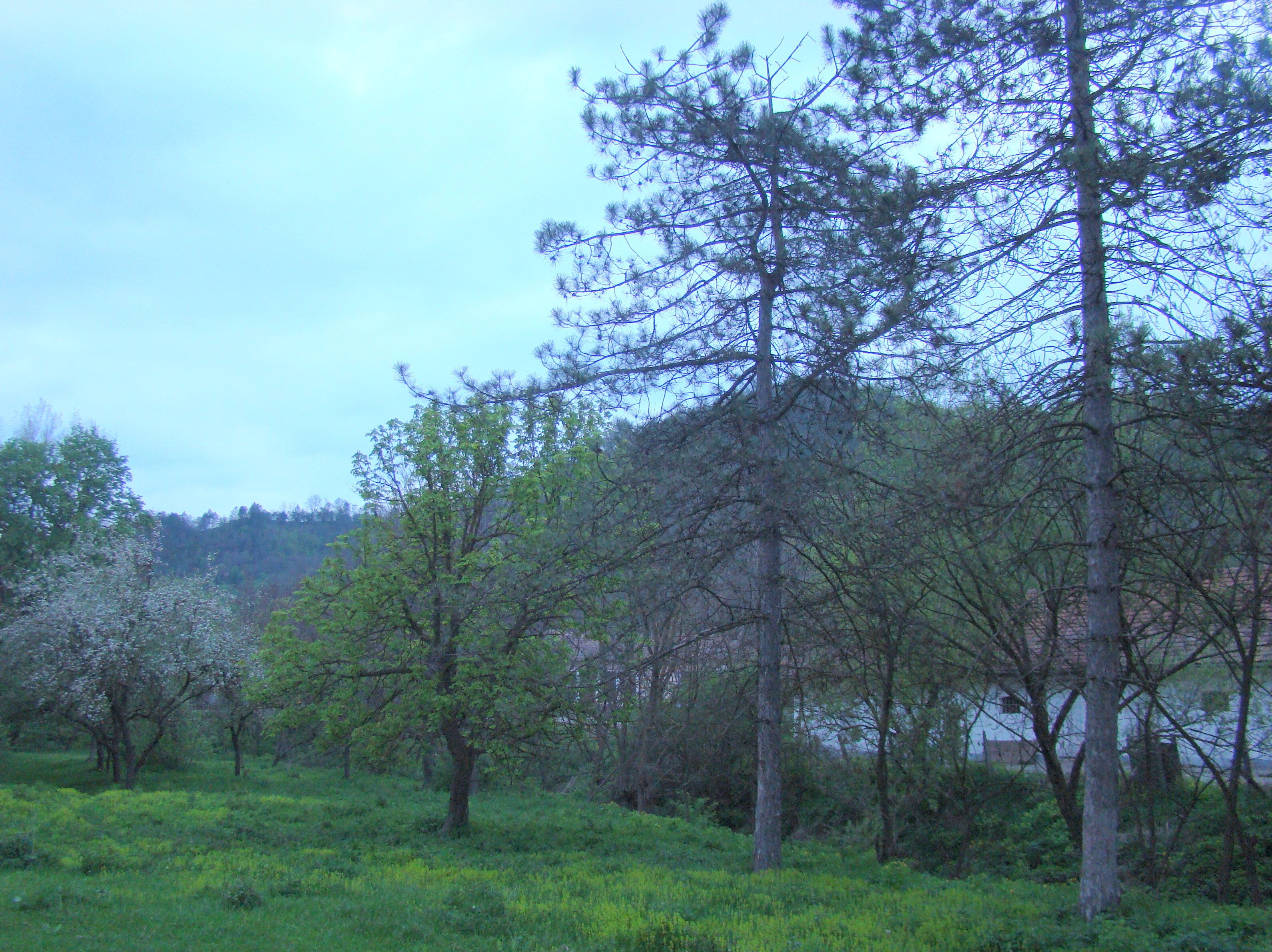
Tot ce a mai rămas din parcul castelului